# Мінеральні фарби Закарпатської області
Мінеральні фарби Закарпатської області
Природні мінеральні фарби (пігменти) широко розповсюджені в передгір'ї Вигорлат-Густинського пасма вулканічних гір і складають кору вивітрювання вулканічних порід або продукт їх перевідкладення поверхневими водами.
Колір пігментів від коричневого, червоного, жовтого до сріблястого. Розвідано два родовища — Малоком'ятське в Виноградівському й Ільницьке в Іршавському районах.
Сировина обох родовищ використовувалася для пофарбування вагонів, експортувалась за кордон. Фарби Малокам'янського родовища переробляли в цеху місцевого колгоспу.
Фарби Ільницького родовища мають вищу якість, серед них є дефіцитні високоякісні художні фарби коричневого та жовтого кольорів і відтінків.
У незначних обсягах видобуток фарб ведеться на М. Ком'ятському родовищі.